# 박선 (1982년)
박선은 대한민국의 연기자 겸 기업가이다. 한때 데뷔 초기에 박치호라는 예명을 잠시 사용하였다.

## 주요 이력
서울에서 출생하였으며 한때 제주도 제주에서 잠시 유년기를 보낸 적이 있는 그는 2001년 연극배우 첫 데뷔하였다.

## 출연작

### 연극
- 2001년 《햄릿》

### 뮤지컬
- 2001년 《사운드 오브 뮤직》

### TV 드라마
- 2002년 SBS 《여인천하》
- 2002년 MBC 《네 멋대로 해라》
- 2002년 MBC 《논스톱 3》
- 2002년 KBS 《러빙 유》
- 2002년 EBS 《학교 이야기》
- 2002년 KBS 《천국의 아이들》
- 2006년 TvN 《하이에나》

### 영화
- 2015년 《간신》
- 2017년 《비정규직 특수요원》
- 2017년 《군함도》
- 2017년 《그리다》

## 학력
- 서울 경기고등학교 졸업
- 서울예술대학 연극학과 중퇴